# Малайзийско-эквадорские отношения
Малайзийско-эквадорские отношения — двусторонние дипломатические отношения между Малайзией и Эквадором. У Эквадора есть посольство в Куала-Лумпуре, а у Малайзии имеется почётный консул в Кито, который курируется из посольства Малайзии в Сантьяго. Государства являются членами Движения неприсоединения.

## История
Дипломатические отношения между государствами были установлены в 1994 году, и с тех пор их характеризуют как дружественные. Контакты в основном носят экономический двусторонний характер. В 2014 году министр иностранных дел Эквадора Рикардо Патиньо завершил свой первый официальный визит в Малайзию, и обе страны начали расширять экономическое партнерство в двусторонних отношениях. В ходе встречи также был подписан меморандум о взаимопонимании.

## Экономические отношения
В 2012 году объём товарооборота между государствами составил сумму 142,20 млн долларов США, при этом экспорт Эквадора составил 22,29 млн долларов США, а импорт из Малайзии — 119,91 млн долларов США. Экспорт Эквадора в Малайзию: какао-бобы, кофе и морепродукты, в то время как основной импорт из Малайзии в Эквадор: полупроводники и электронные проводники. Несколько Меморандумов о взаимопонимании были подписаны для улучшения экономических отношений. Помимо этого, было подписано соглашение между Управлением Порт-Кланга и Управлением порта Манта с целью соединить страны АСЕАН с рынками Южной Америки через Эквадор, включая соглашение об инновациях и передаче технологий. 
Правительство Эквадора также заинтересовано в малайзийских инвестициях в сектор пальмового масла, при этом компания Sime Darby заинтересована в возможности инвестирования в Эквадор. В секторе образования Эквадор предложил Национальному университету Малайзии принять участие в новаторском образовательном проекте, а также обратился к малайзийским высшим учебным заведениям с просьбой принять участие в преобразовании экономики Эквадора. Кроме того, Малайзия также профинансировала проект монорельсовой дороги в Руминьяви и взяла на себя обязательство по укреплению двусторонних отношений с Эквадором посредством реализации программ сотрудничества и увеличения финансирования инфраструктурных проектов в этой стране.